# 努桑塔拉博物馆

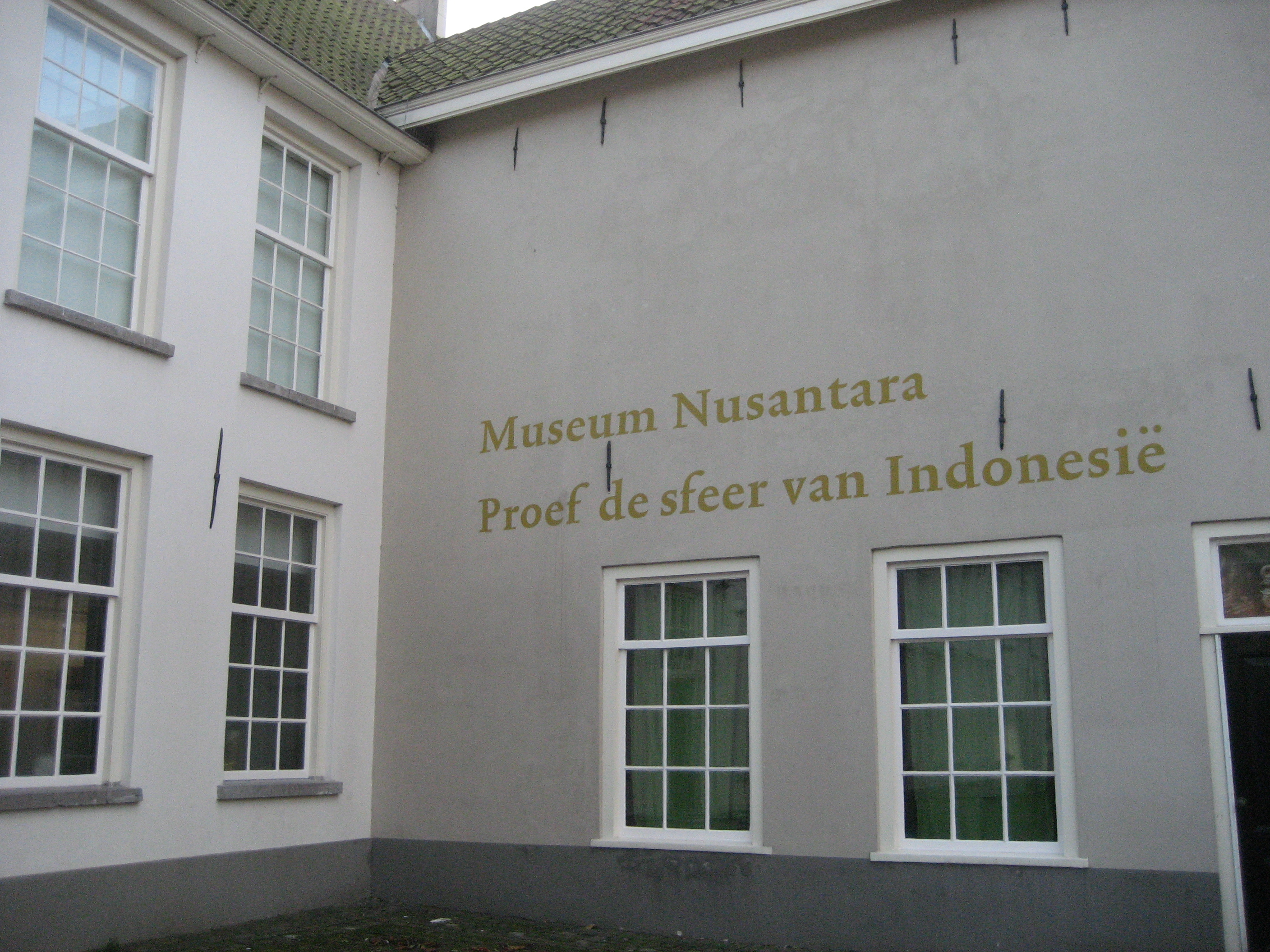

努桑塔拉博物馆（荷蘭語：Museum Nusantara）是荷兰南荷兰省代尔夫特的一家展示印度尼西亚（原为荷属东印度）历史和文化的博物馆。
该馆的展品包括印度尼西亚的艺术品和工艺品等。这些展品展现了印度尼西亚的多元族群的历史和文化。该博物馆也展示了荷兰和印度尼西亚之间400余年的关系史。1595年，第一支荷兰船队到达东印度，其目的是贸易。此后快速增长的贸易量及获利前景令联合东印度公司（VOC）于1602年建立起来。